# Phoenix Air Service
Phoenix Air war eine deutsche Charterfluggesellschaft mit Sitz in Grünwald bei München. Sie betrieb weltweit Service- sowie Ambulanz- und Frachtflüge sowie VIP- und Bedarfsflüge. Phoenix Air stellte 2006 den Flugbetrieb ein.

## Flotte
- 1 Learjet 35A